# Хипотеза симулације
Хипотеза симулације наводи да оно што појединац доживљава као стварни свет заправо представља симулирану стварност, као што је компјутерска симулација у којој су људи конструкти. О овој теми се много расправљало у филозофском дискурсу, као и у вези са практичним применама у области рачунарства. 
Године 2003, филозоф Ник Бостром предложио је аргумент симулације, који сугерише да ако нека цивилизација постане способна да креира свесне симулације, могла би створити толико симулираних бића да би насумично изабрана свесна јединица скоро сигурно била у симулацији. Тај аргумент представља трилему: или се такве симулације не стварају због технолошких ограничења или самоуништења; или напредне цивилизације одлучују да их не креирају; или, ако напредне цивилизације ипак креирају такве симулације, број симулација би далеко премашио основну стварност и самим тим бисмо скоро сигурно живели у једној од њих. Ово подразумева да свест није јединствено везана за биолошке мозгове, већ може настати у било ком систему који имплементира одговарајуће рачунарске структуре и процесе.
Хипотези су претходиле бројне раније верзије, а варијације на ту идеју појављивале су се и у научној фантастици, као централни мотив у многим причама и филмовима, као што су Simulacron-3 (1964) и Матрикс (1999).

## Порекло
Људска историја је пуна мислилаца који су запажали разлику између тога како се ствари чине и какве оне заиста могу бити, при чему су снови, илузије и халуцинације пружале песничке и филозофске метафоре. На пример, "Сан о лептиру" Зуангзија из древне Кине; или индијска филозофија концепта маја; или у древној грчкој филозофији, где су Анаксарх и Моним постојеће ствари поредили са сценографијом и сматрали да личе на утиске које човек доживљава у сну или лудилу. Астечки филозофски списи су теоретисали да је свет слика или књига коју је написао Теотл. Заједничка тема у духовној филозофији религијских покрета које научници колективно називају гностицизмом била је вера да је стварност коју доживљавамо творевина нижег, могуће злоћудног, божанства, од које човечанство треба да се ослободи.
У западној филозофској традицији, Платонова алегорија пећине пореди људе са окованим затвореницима који нису у стању да виде стварност. Рене Декарт је зли демон филозофски формализовао као епистемолошку сумњу, након чега је уследила обимна литература са каснијим варијацијама као што је мозак у посуди. Године 1969, Конрад Цузе је објавио своју књигу Calculating Space о теорији аутомата, у којој је предложио идеју да је универзум у основи рачунарски, концепт који је постао познат као дигитална физика. Касније је роботичар Ханс Моравец истраживао сродне теме кроз призму вештачке интелигенције, расправљајући о појмовима као што су учитавање свести и спекулишући да би наша садашња реалност могла бити рачунарска симулација коју су створиле будуће интелигенције.

## Аргумент симулације
Претпоставка Ника Бострома:
Многа дела научне фантастике као и неке прогнозе озбиљних технолога и футуролога предвиђају да ће у будућности бити доступне огромне количине рачунарске снаге. Претпоставимо на тренутак да су та предвиђања тачна. Једна од ствари коју би наредне генерације могле да ураде са својим супермоћним рачунарима је да покрећу детаљне симулације својих предака или људи сличних својим прецима. Пошто би њихови рачунари били толико моћни, могли би покренути велики број таквих симулација. Претпоставимо да су ти симулирани људи свесни (као што би били ако су симулације довољно детаљне и ако је тачан један прилично широко прихваћен став у филозофији свести). Онда би могло бити да велика већина умова сличних нашим не припада изворној раси, већ људима које су симулирале напредне потомке изворне расе.
Бостромов закључак:
Онда је могуће тврдити да, ако је то случај, било би рационално да мислимо да смо вероватно међу симулираним умовима, а не међу оригиналним биолошким.

Стога, ако не мислимо да тренутно живимо у рачунарској симулацији, немамо основа да верујемо да ћемо имати потомке који ће покретати мноштво таквих симулација својих предака.— Ник Бостром, Да ли живите у рачунарској симулацији?, 2003

### Проширени аргумент
Године 2003, Бостром је предложио трилему коју је назвао „аргумент симулације“. Упркос свом називу, „аргумент симулације“ не тврди директно да људи живе у симулацији; уместо тога, тврди да је једна од три наизглед невероватне претпоставке готово сигурно тачна:
1. „Удео цивилизација на људском нивоу које достигну постхуману фазу (тј. фазу у којој су у стању да покрећу верне симулације предака) веома је близу нули“, или
2. „Удео постхуманих цивилизација које су заинтересоване за покретање симулација своје еволутивне историје или њених варијација веома је близу нули“, или
3. „Удео свих људи са нашим врстама искустава који живе у симулацији веома је близу јединици“.

Ова трилема указује на то да би технолошки зрела „постхумана“ цивилизација имала огромну рачунарску моћ. Ако би чак и мали проценат симулација предака био покренут (тј. „верне“ симулације предачког живота које би биле неразлучиве од стварности за симулиране претке), укупан број симулираних предака, или „Симова“, у универзуму (или мултиверзуму, ако постоји) би далеко надмашио укупан број стварних предака.
Бостром користи облик антропичког расуђивања да би тврдио да, ако је трећа претпоставка та која је тачна, и готово сви људи живе у симулацијама, онда људи готово сигурно живе у симулацији.
Бостромов аргумент се ослања на премису да је, уз довољно напредну технологију, могуће репрезентовати насељену површину Земље без ослањања на дигиталну физику; да су квалије које доживљава симулирана свест упоредиве или еквивалентне онима код природно настале људске свести, и да је један или више нивоа симулације унутар симулација могућ уз само умерену потрошњу рачунарских ресурса у стварном свету.
Бостром тврди да ако се претпостави да људи неће бити уништени нити ће сами себе уништити пре развоја такве технологије, и да потомци људи неће имати непремостива правна ограничења или моралне скрупуле у вези са симулирањем биосфера или сопствене историјске биосфере, онда би било неразумно сматрати себе делом мале мањине правих организама који ће, пре или касније, бити бројчано знатно надјачани вештачким симулацијама.
Епистемолошки, није немогуће да људи открију да ли живе у симулацији. На пример, Бостром предлаже могућност да се појави прозор са поруком: „Живите у симулацији. Кликните овде за више информација.“ Међутим, несавршености у симулираном окружењу могу бити тешке за препознавање од стране домаћих становника, а у циљу аутентичности, чак и симулирана успомена на очигледно откровење може бити уклоњена програмом. Али ако би се појавили било какви докази, било у прилог или против скептичке хипотезе, то би радикално променило претходно поменуту вероватноћу.

### Аргументи у оквиру трилемије против хипотезе симулације
Неки научници прихватају трилемију и тврде да су прва или друга од предложених теза истините, а да је трећа теза (да људи живе у симулацији) лажна. Физичар Пол Девис користи Бостромову трилемију као део једног могућег аргумента против скоро бесконачног мултиверзума. Овај аргумент иде овако: ако би постојао скоро бесконачан мултиверзум, постојале би постхумане цивилизације које покрећу симулације предака, што би довело до неодрживог и научно саморазорног закључка да људи живе у симулацији; дакле, по принципу редукцио ад абсурдум, постојеће теорије мултиверзума су вероватно нетачне. (За разлику од Бострома и Чалмерса, Девис (између осталих) сматра хипотезу симулације саморазорном.)
Неки указују на то да тренутно нема доказа о технологији која би омогућила постојање довољно прецизне симулације предака. Поред тога, нема доказа да је физички могуће или изводљиво за постхуману цивилизацију да створи такву симулацију, те стога за сада прва теза мора бити прихваћена као истинита. Такође, постоје и ограничења у рачунању.
Физичар Марсело Глејзер оспорава идеју да би постхумини имали разлог да покрећу симулиране универзуме: „...били би толико напредни да би сакупили довољно знања о својој прошлости да им овакав вид симулације скоро уопште не би био интересантан. ...Могу имати музеје виртуелне стварности где могу да доживе живот и невоље својих предака. Али пуна, ресурсно захтевна симулација целог универзума? Звучи као колосална губитак времена.“ Глејзер такође истиче да нема никаквог разлога да се заустави на једном нивоу симулације, те да симулирани преци могу такође симулирати своје претке, и тако даље, што ствара бесконачни регрес сличан проблему „Проблема Првог Узрока“.

## У физици
У физици, схватање универзума и његовог функционисања као кретања и токова информација први је уочио Вилер. Као последица тога, појавила су се два погледа на свет: први предлаже да је универзум квантни рачунар, док други предлаже да је систем који извршава симулацију одвојен од саме симулације (универзума). О првом погледу, стручњак за квантно рачунање Дејв Бејкон је написао:
У многим аспектима ова перспектива можда није ништа више од резултата чињенице да је појам рачунања болест нашег доба — свуда око нас данас видимо примере рачунара, рачунања и теорије информација и стога то екстраполишемо на наше физичке законе. Заиста, размишљајући о рачунању као нечему што произилази из неисправних компоненти, чини се да је апстракција која користи савршено оперативне рачунаре нешто што је вероватно само платонски идеал. Још једна критика таквог погледа је да не постоје докази за врсту дигитализације која карактерише рачунаре, нити постоје предвиђања која су дали заговорници оваквог става, а која су експериментално потврђена.

### Физичко тестирање хипотезе
Метод за тестирање једне врсте хипотезе о симулацији предложен је 2012. године у заједничком раду физичара Силаса Р. Бина са Универзитета у Бону (сада на Универзитету Вашингтона у Сијетлу) и Зохре Давуди и Мартина Џ. Савиџа са Универзитета Вашингтона у Сијетлу. Под претпоставком коначних рачунарских ресурса, симулација универзума би се изводила дељењем континуума простор-времена на дискретни скуп тачака, што може довести до уочљивих ефеката. Аналогијом са мини-симулацијама које данас користе истраживачи теорије мреже мерача за изградњу језгара из основне теорије јаке интеракције (познате као квантна хромодинамика), у њиховом раду су проучене неколике посматрачке последице простор-времена у облику решетке. Један од предложених потписа је анизотропија у расподели ултрависокоенергетских космичких зрака која, ако би била примећена, била би у складу са хипотезом симулације према овим физичарима. Године 2017, Кембел и сарадници предложили су неколико експеримената усмерених на тестирање хипотезе симулације у свом раду „On Testing the Simulation Theory“.

## Аргумент сна
Снови се могу сматрати обликом симулације која може преварити онога ко спава. Стога је Бертранд Расел тврдио да „хипотеза сна“ није логички искључена, али да је здрав разум, као и примена принципа једноставности и најбоље логичке претпоставке, чини мало вероватном.
Један од првих филозофа који се позабавио питањем границе између стварности и снова био је Жуанг Ђоу, кинески мислилац из 4. века п. н. е. Он је овај проблем представио кроз чувени "Сан лептира", у коме се каже:
Једном је Жуанг Ђоу сањао да је лептир — радостан, слободан, и летео је где му је воља. Није био свестан да је човек. Када се пробудио, схватио је да је он ипак Жуанг Ђоу. Али више није био сигуран да ли је он човек који је сањао да је лептир или лептир који сања да је човек. Мора да постоји нека разлика! То се зове Трансформација ствари. (2, превод Бартон Вотсон, 1968:49)
Овај аргумент разматрао је и Рене Декарт, један од првих западних филозофа који је то учинио. У свом делу Разматрања о првој филозофији, он пише: „...не постоје сигурни знаци који би нам јасно омогућили да разликујемо сан од будности“, и додаје: „Могуће је да тренутно сањам и да су сва моја чулна искуства варљива.“
Чалмерс (2003) такође разматра хипотезу сна, правећи разлику између два облика:
- да тренутно сања, што значи да су многа његова уверења о стварности погрешна;
- да је одувек у сну, па објекти које перципира постоје само унутар његове маште.[32]

И аргумент сна и хипотеза симулације сврставају се у скептичке хипотезе. Још једно стање свести у којем појединац може доживети искуства без стварне основе у физичком свету је психоза, мада постоје различите теорије о њеном узроку и повезаности са стварношћу.
У делу О извесности, филозоф Лудвиг Витгенштајн критиковао је овакве скептичке идеје као бесмислене (unsinnig), јер се ослањају на довођење у питање основних знања која су неопходна за само формирање тих хипотеза.
Хипотеза сна се такође користи у разради других филозофских појмова, као што је Валбергов лични хоризонт — идеја о томе шта би овај свет био „унутар“ ако би све што доживљавамо био сан.
Луцидно сањање описује стање у којем суграђени елементи сна и будности доводе до тога да особа постаје свесна да сања – а понекад чак није сигурна да ли је будна.

## Видети још
- Вештачки живот
- Болцманов мозак
- Дигитална физика
- Одбрана из Матрикса
- Метаверзум
- Уплоудовање свести
- Субјективни идеализам
- Патња у симулацијама
- Виртуелна стварност